# Crise de ausência
A crise de ausência é uma manifestação da epilepsia. Antigamente denominadas "pequeno mal", as crises de ausência são um lapso da consciência que dura de 5 a 30 segundos em que a pessoa para o que estava fazendo.
Os olhos do paciente podem girar para cima ou ficar olhando fixamente para o vazio, e a pupila pode se dilatar. Objetos que ele esteja segurando podem cair, e podem ocorrer automatismos musculares repetitivos, como por exemplo, piscar de olhos, estalar os lábios,  mastigação ou deglutição.
Nesse tipo de epilepsia não há a confusão mental após a crise, e por vezes o paciente nem a percebe. São mais comuns entre crianças, e geralmente desaparecem na adolescência, sendo rara a ocorrência em adultos, mas podem evoluir para outros tipos de crises, como parcial complexa ou tônico-clônica.